# Call Off the Search
Call off the Search és el primer àlbum d'estudi de la cantant de jazz i blues britànicogeorgiana Katie Melua, publicat el 2003.

## Gravació i llançament
El compositor, productor i arranjador britànic Mike Batt va signar Melua amb el seu segell d'enregistrament i gestió Dramatico després d'actuar en un aparador a la Brit School for the Performing Arts a principis del 2003. Batt buscava un artista jove capaç de "interpretar jazz i blues d'una manera interessant". Melua va entrar a l'estudi poc després amb Batt com a productor. Va gravar cançons escrites per Batt, John Mayall, Delores J. Silver, ella mateixa, Randy Newman i James Shelton. Melua va escriure "Faraway Voice" sobre la cantant Eva Cassidy. "Belfast (Penguins and Cats)" es refereix a l'educació de Melua a Belfast, Irlanda del Nord: "Penguins" es refereix als protestants i "Cats" als catòlics.
Call off the Search es va publicar al Regne Unit el 3 de novembre de 2003. Es va convertir en un èxit, aconseguint el número u a la llista d'àlbums del Regne Unit el gener de 2004 i els vint primers de la llista d'àlbums australians el juny de 2004. Va passar 87 setmanes al Top 100 d'ARIA, certificat Platí per a enviaments de més de 70.000. El primer senzill "The Closest Thing to Crazy", escrit per Batt, es va situar entre els cinc primers a Irlanda, els deu primers al Regne Unit, els vint primers a Noruega i els cinquanta primers a Austràlia. El segon senzill de l'àlbum va ser la cançó que donava nom a l'àlbum, "Call Off the Search", que li va donar a Melua el seu segon èxit del Top 20 del Regne Unit. El tercer senzill, una versió de "Crawling up a Hill" de Mayall, va ser llançat el 18 de juliol com el tercer senzill al Regne Unit. Al Regne Unit, l'àlbum va vendre 1,8 milions de còpies en els seus primers cinc mesos de llançament, convertint-lo en sis vegades platí. Va passar sis setmanes al capdamunt de la llista del Regne Unit.

## Rendiment del gràfic
Al Regne Unit, Call off the Search va ser el cinquè àlbum més venut del 2004 amb 1.356.962 còpies venudes, i havia venut més d'1,9 milions de còpies al Regne Unit fins al gener de 2013.

## Llista de pistes
| Núm. | Títol                              | Durada |
| ---- | ---------------------------------- | ------ |
| 1.   | «Call Off the Search»              | 3:24   |
| 2.   | «Crawling Up a Hill»               | 3:25   |
| 3.   | «The Closest Thing to Crazy»       | 4:12   |
| 4.   | «My Aphrodisiac Is You»            | 3:34   |
| 5.   | «Learnin' the Blues»               | 3:23   |
| 6.   | «Blame It on the Moon»             | 3:47   |
| 7.   | «Belfast (Penguins and Cats)»      | 3:21   |
| 8.   | «I Think It's Going to Rain Today» | 2:30   |
| 9.   | «Mockingbird Song»                 | 3:06   |
| 10.  | «Tiger in the Night»               | 3:07   |
| 11.  | «Faraway Voice»                    | 3:13   |
| 12.  | «Lilac Wine»                       | 4:11   |

 
El llançament japonès té la cançó extra "Deep Purple".

## Personal
- Katie Melua – guitarra, vocalista
- Mike Batt – orgue, piano, direcció, arranjaments, producció
- Jim Cregan – guitarra
- Tim Harries – baix
- The Irish Film Orchestra – orquestra
- Michael Kruk – bateria
- Alan Smale – líder
- Chris Spedding – guitarra
- Henry Spinetti – bateria

Tècnic
- Steve Sale – enginyeria
- Simon Fowler – fotografia
- Michael Halsband – fotografia de portada

## Gràfics
| Gràfic (2003–04)                            | Màxima posició |
| ------------------------------------------- | -------------- |
| Alemanya àlbums (Offizielle Top 100)        | 8              |
| Austràlia àlbums (ARIA)                     | 13             |
| Bèlgica àlbums (Ultratop Flanders)          | 76             |
| Bèlgica àlbums (Ultratop Wallonia)          | 76             |
| Dinamarca àlbums (Hitlisten)                | 1              |
| Estats Units Billboard 200                  | 161            |
| Estats Units Heatseekers Albums (Billboard) | 7              |
| França àlbums (SNEP)                        | 41             |
| Irlanda àlbums (IRMA)                       | 2              |
| Japó àlbums (Oricon)                        | 13             |
| Nova Zelanda àlbums (RMNZ)                  | 4              |
| Noruega àlbums (VG-lista)                   | 2              |
| Països Baixos àlbums (Album Top 100)        | 6              |
| Polònia àlbums (OLiS)                       | 19             |
| Portugal àlbums (AFP)                       | 17             |
| Suècia àlbums (Sverigetopplistan)           | 22             |
| Suïssa àlbums (Schweizer Hitparade)         | 29             |
| UK Albums (OCC)                             | 1              |

| Gràfic (2003)   | Posició |
| --------------- | ------- |
| UK àlbums (OCC) | 110     |

| Gràfic (2004)                        | Posició |
| ------------------------------------ | ------- |
| Alemanya àlbums (Offizielle Top 100) | 21      |
| Austràlia àlbums (ARIA)              | 60      |
| Països Baixos àlbums (Album Top 100) | 26      |
| New Zealand Albums (RMNZ)            | 35      |
| UK Albums (OCC)                      | 5       |

| Gràfic (2005)                        | Posició |
| ------------------------------------ | ------- |
| Alemanya àlbums (Offizielle Top 100) | 40      |
| Països Baixos àlbums (Album Top 100) | 37      |
| UK Albums (OCC)                      | 94      |

## Certificacions i vendes
| Llista                     | Vendes      | Certificació |
| -------------------------- | ----------- | ------------ |
| Alemanya (BVMI)            | 400.000 +   | 2 x Platí    |
| Austràlia (ARIA)           | 70.000 +    | Platí        |
| Dinamarca (IFPI Dinamarca) | 80.000 +    | 2 x Platí    |
| Noruega (RMNZ)             | 120.000 +   | 3 x Platí    |
| Nova Zelanda (RMNZ)        | 15.000 +    | Platí        |
| Paisos Baixos (NVPI)       | 80.000 +    | Platí        |
| Regne Unit (BPI)           | 1.900.000 + | 6 x Platí    |
| Sud-àfrica (RISA)          | 50.000 +    | Platí        |
| Suècia (GLF)               | 30.000 +    | Or           |
| Suissa (IFPI)              | 40.000 +    | Platí        |